# Reluctància
La reluctància és el quocient entre la força magnetomotriu i el flux magnètic que produeix a un circuit magnètic. De vegades també és anomenada resistència magnètica.
La reluctància es pot interpretar de manera anàloga a la resistència d'un circuit elèctric, però sense consum d'energia. El terme reluctància va ser emprat per primera vegada el 1888 per Oliver Heaviside. La denominació de resistència magnètica va ser utilitzada per James Joule mentre que el terme força magnetomotriu (fmm) fou utilitzat en primer terme per Bosanquet. La idea d'una aplicació d'una llei del flux magnètic, similar a l'aplicació de la llei d'Ohm a un circuit elèctric tancat, és atribuïda a H. Rowland.

## Definició
La definició de la reluctància es pot expressar com:
{\displaystyle {\mathfrak {R}}={\frac {\mathfrak {F}}{\Phi }}}
on
{\displaystyle {\mathfrak {R}}} és la reluctància en ampere espires per weber (que és equivalent a espires per henry).
{\displaystyle {\mathfrak {F}}} és la força magnetomotriu (fmm) en ampere espires.
Φ és el flux magnètic en webers.
Aquesta definició és anàloga a la llei d'Ohm amb la resistència reemplaçada per la reluctància, el voltatge per la fmm i el corrent elèctric pel flux magnètic.
El flux magnètic sempre forma un bucle tancat, tal com fou descrit per les equacions de Maxwell, però el camí del bucle dependrà de la reluctància dels materials que l'envolten. Es concentrarà al camí de menor reluctància. L'aire i el buit presenten una reluctància alta, mentre els materials fàcilment magnetitzables com el ferro dolç tenen una reluctància baixa. La concentració de flux en els materials de baixa reluctància forma pols temporals i causa forces mecàniques que tendeixen a moure els materials de més flux, es tracta d'una força atractiva.
La reluctància d'un circuit magnètic uniforme es pot calcular com:
{\displaystyle {\mathfrak {R}}={\frac {l}{\mu _{0}\mu _{r}A}}}
on
l és la longitud del circuit en metres
{\displaystyle \mu _{r}} és la permeabilitat magnètica relativa del material (és adimensional)
A és l'àrea de la secció transversal del circuit en metres quadrats
La inversa de la reluctància s'anomena permeància:
{\displaystyle {\mathfrak {P}}={\frac {1}{\mathfrak {R}}}}
Correspon a la capacitat d'un material d'admetre un flux. Al Sistema Internacional d'Unitats es mesura en henrys (es tracta de la mateixa unitat utilitzada per la inductància, però per a conceptes diferents).

## Aplicacions
Per tal de reduir l'efecte de la saturació magnètica es poden crear espais buits al nucli de certs transformadors, això incrementa la reluctància del circuit magnètic i li permet d'emmagatzemar més energia. Aquest efecte també s'utilitza al Transformador Flyback.
La variació de la reluctància és el principi que hi ha darrere del generador de reluctància variable i de l'alternador Alexanderson.
La reluctància també s'utilitza
- als motors de reluctància
- a les "pastilles" de les guitarres elèctriques